# Chthamalus bisinuatus
Chthamalus bisinuatus är en kräftdjursart som beskrevs av Henry Augustus Pilsbry. Chthamalus bisinuatus ingår i släktet Chthamalus och familjen Chthamalidae. Inga underarter finns listade i Catalogue of Life.